# أنا واللي بحبه (أغنية فريد الأطرش)

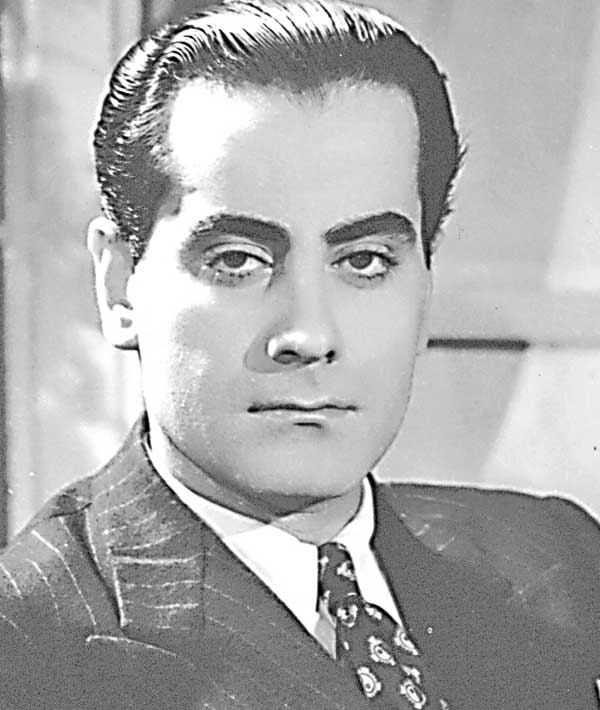

أنا واللي بحبه أغنية للموسيقار فريد الأطرش من فيلم «آخر كدبة»، صدرت 12 نوفمبر 1950. الكلمات للشاعر مأمون الشناوي. الأغنية على إيقاع التانجو.

## الملحن والمؤلف
إشترك فريد الأطرش (1917 - 1974) ومأمون الشناوي (1914 - 1994) في أعمال كثيرة. قائمة أعمالهما: أنا وأنت أنا وأنت/ أول همسة/ بحبك أنت/ بعد اللي كان/ بنادي عليك/ تقول لأ/ جميل جمال/ ح أفضل أحبك/ أنا وإنت والحب كفاية علينا/ الحب لحن جميل/ حبني قد ما تقدر/ حبيب العمر/ حكاية غرامي/ خليها على الله/ الربيع/ سافر مع السلامة/ سنة وسنتين/ فارس الأحلام/ القلب قلبي/لا فرحت يوم وياك/ لو تسمعني/ ليه دايما ماعرفش/ ما تقولش لحد/ مقدرش أقول آه/ نجوم الليل/ يا حبيبي طال غيابك/ يا حلو ياللي/ يا قلبي يا مجروح.
قال الشاعر مأمون الشناوي في حوار إذاعي عن فريد الأطرش: «فريد قال لي أن نجمنا موافق بعض»، وأضاف أن فريد الأطرش «يلحن ويغني بقلبه»، وكتبت صحيفة صدى البلد مقالة تحت عنوان: «عناد مأمون الشناوي مع أم كلثوم ومحاباته فريد الأطرش».

## الأغنية والفيلم
ظهرت الأغنية لأول مرة ضمن الفيلم الكوميدي «آخر كدبة» للمخرج أحمد بدرخان، وكانت البطولة لفريد الأطرش وسامية جمال وإسماعيل يس وكاميليا، التي كان هذا الفيلم هو فيلمها الأخير حيث لقت حتفها في حادث تحطم طائرة في يوم 31 أغسطس 1950.

## خلفية الأغنية
كانت قضية فريد الأطرش المتبناة هي المزج بين الموسيقى العربية الشرقية والموسيقى الأوروبية الغربية، مع الحفاظ على هوية الأولى. نجح فريد بجدارة في الحفاظ على سطر الغناء النغمي شرقيًا بين المقامات المصرية والشامية، بينما تنوعت الإيقاعات المصاحبة الغربية بين التانجو والرومبا والفالس كما في «أنا واللي بحبه».
كتب وجيه ندى في موقع دنيا الوطن: «فريد الأطرش لم يحد عن الأصالة والإحساس بها، ونقل بمهارة بعضاً من ألوان الغناء الغربي مثل التانجو إلى موسيقانا العربية على نحو ما أبدع في» يا زهرة في خيالي" و«أنا واللي بحبه»، وكتب بندر العكاش في صحيفة الرياض السعودية: "برع فريد الأطرش كثيراً في الأغاني ذات المقامات والإيقاعات المختلطة بين الشرقي والغربي مثل «أنا واللي بحبه» و«ساعة بقرب الحبيب«و» يازهرة في خيالي»، وقال عنه ذات يوم موسيقار الأجيال محمد عبدالوهاب: «إذا كان هناك من سينقل الموسيقى العربية إلى العالمية فإنه فريد الأطرش».
كتبت صحيفة النهار: "طور فريد الموسيقى الشرقية مع المحافظة على أصالتها، وهو أول من أدخل ايقاعات التانجو والفالس والرومبا في أغانيه كما فعل في "يا زهرة في خيالي«و» مش كفاية" و«أنا واللي بحبه».

## الإشادة بالأغنية
أشار الكاتب الصحفى محمد الدسوقى في عدد خاص عن الفنان فريد الأطرش في مجلة الكواكب الصادرة عام 1998، إلى أغنية "أنا واللي بحبه"، التي توقف أمامها موسيقار الأجيال محمد عبد الوهاب، ووافقه في نفس الرأي الموسيقار بليغ حمدى. وأشار الكاتب إلى أن هذه الأغنية التي ظهرت في الأربعينات كانت بداية توجه فريد الأطرش للألحان الناعمة الانسيابية، وبداية مرحلة التانجوهات، التي أبدع فيها فريد وبعده مشى الكثيرون على دربه. قال الموسيقار عبد الوهاب بعد وفاة فريد الأطرش عن هذا اللحن، أن التركيبة الموسيقية التي ابتكرها فريد في هذا اللحن لا يمكن أن تخرج إلا من عقل موسيقي نابغ يجمع في الجملة الموسيقية بين الهندسة والفن، وهو ما يعبر عن مدى تفتحه المبكر على الموسيقى العربية وقدرته على التطور، وأشار الدسوقي إلى أن بليغ حمدى  أيضا أبدى إعجابه الشديد بذات الأغنية بالرغم من اختلافه مع عبد الوهاب في الكثير من الآراء، وقال عنها:"حين استمعت إلى لحن أنا واللى بحبه توقفت مبهوراً ومندهشاً، لقد كنت صغيراً وقتها ولكني عاشق للموسيقى والألحان، وقد أحسست بمدى التطور الذي حققه فريد في هذا اللحن دون غيره، لقد كان في اللحن شرقية وأصالة ونظرة وسفر بإتجاه المستقبل، لقد سبق فريد زمانه وزماننا بهذا اللحن. أضاف بليغ حمدي أنه يتذكر جلسة جمعت فريد الأطرش ومحمد عبد الوهاب، طلب فيها الأخير أن يتنازل لفريد الأطرش عن 10 أغاني في مقابل أن يمنحه أغنية "أنا واللي بحبه"، من شدة إعجابه باللحن. وهي الرواية التي أكدها لاحقاً عدد من المقربين من محمد عبد الوهاب، الذي أفاد في حديث آخر حول نفس الأغنية، أن فريد الأطرش لو قدّم "الكوبليه" الثاني أو النقلة السريعة المدهشة والنوعية، من هذه الأغنية التي يقول فيها: "أنت روحي وأنت فرحي..أنت نوحي وأنت جرحي" باللحن عينه الذي اختاره لمطلعها "التانجو" الراقص، غير اللحن الشرقي الذي خصّصه لها، لا سيما وأنه، لم ينتهِ بعد من مطلعها، عند إنشاده لهذا البيت.

## إحياء ذكرى رحيل فريد الأطرش
كانت أغنية "أنا واللي بحبه" دائما حاضرة في إحياء ذكرى فريد الأطرش. قال شريف عباس، مدير عام إذاعة الأغانى، إن المحطة ستقدم احتفالية خاصة على مدار يوم الخميس الموافق 26 ديسمبر 2019 لإحياء ذكرى المطرب فريد الأطرش، تتضمن بث أجمل أغانيه سواء العاطفية أو الوطنية، منها "ما انحرمش العمر منك، الحياة حلوة، اشتقتلك، أحلفلك، أنا واللى بحبه، وأقامت دار الأوبرا المصرية حفل بمناسبة الذكرى 45 لرحيل فريد الأطرش، حيث قدمت فرقة عبد الحليم نويرة للموسيقى العربية بقيادة المايسترو صلاح غباشى مساء الأحد 22 ديسمبر 2019 على المسرح الكبير، وتضمن البرنامج أغنية "أنا واللي بحبه". أقيم تمثال لفريد الأطرش في شارع الفن بدار الأوبرا المصرية في ديسمبر 2016، من تصميم الفنان التشكيلى والنحات محمد ثابت، وحجمه يقارب حجم تمثال الموسيقار محمد عبد الوهاب المتواجد بالأوبرا، كما أن الفنان محمد ثابت قصد وضع العود مع تمثال فريد الأطرش، باعتبار أن العود أكثر الآلات الموسيقية التي كان لا تفارقة مطلقا، إضافة إلى هذا فالتمثال مثبت على قاعدة حجرية.  

## كلمات الأغنية
أنا واللي بحبه
وعاهدته في حبي
حبيبين في الدنيا عايشين سوى في جنة
ده غرامي في قلبه
وغرامه في قلبي
ولا حدش يقدر أبداً يفرق بينا
أنت روحي، وأنت فرحي
أنت نوحي، وأنت جرحي
يا ياحبيبي
آه ياحبيبي
نعيم الدنيا في حبك، وحبك عندي بالدنيا
وكل دقيقة في قربك تفوت أجمل من التانية
دا الهنا، إنت
والمنى، أنت
حتى أنا أنت، حتى أنا أنت
ما هوش ذنبي ولا ذنبك، تفيض بقربنا الأشواق
ما بين قلبي وبين قلبك، غرام ما خطرش للعشاق
دا الهنا، أنت
والمنى، أنت
حتى أنا أنت، حتى أنا أنت

## وصلات خارجية
https://www.youtube.com/watch?v=-fFi3-JFOp0 أنا واللي بحبه (أغنية فريد الأطرش)
https://www.youtube.com/watch?v=d39SJvFIEWU أنا واللي بحبه (أغنية فريد الأطرش) 